# Alexander Ruuttu
Alexander Eric Christian Ruuttu (* 9. Dezember 1992 in Chicago, Illinois) ist ein US-amerikanisch-finnischer Eishockeyspieler, der seit September 2024 bei Mikkelin Jukurit aus der finnischen Liiga unter Vertrag steht und dort auf der Position des rechten Flügelstürmers spielt. Zuvor absolvierte bereits über 450 Partien für Jokerit Helsinki, Tampereen Ilves, TPS Turku, Kalevan Pallo und Porin Ässät in der höchsten finnischen Spielklasse. Sein Vater Christian Ruuttu war ebenfalls professioneller Eishockeyspieler.

## Karriere
Der Finnlandschwede Alexander Ruuttu wurde im US-amerikanischen Chicago geboren, während sein Vater Christian Ruuttu bei den Chicago Blackhawks in der National Hockey League (NHL) unter Vertrag stand. Seine Karriere als Eishockeyspieler begann er aber in Finnland in der Nachwuchsabteilung des Helsingfors IFK. Von dort wechselte der Stürmer später zum Stadtnachbarn Jokerit Helsinki, für dessen Profimannschaft er in der Saison 2010/11 sein Debüt in der SM-liiga gab. Bei seinem einzigen Einsatz blieb er dabei punkt- und straflos. Zudem stand Ruuttu in zwei Spielen als Leihspieler für die finnische U20-Nationalmannschaft in der Mestis, der zweiten finnischen Spielklasse, auf dem Eis, wobei er je ein Tor und eine Vorlage erzielte. Im Anschluss an die Spielzeit wurde er zunächst im KHL Junior Draft 2011 in der dritten Runde als insgesamt 68. Spieler vom lettischen Hauptstadtklub Dinamo Riga und schließlich im NHL Entry Draft 2011 in der zweiten Runde als insgesamt 51. Spieler von den Phoenix Coyotes aus der NHL ausgewählt.
Während der Spielzeiten 2012/12 und 2012/13 wurde der Offensivspieler jeweils auf Leihbasis bei Kiekko-Vantaa in der Mestis eingesetzt, ehe er im Januar 2013 von Tampereen Ilves verpflichtet wurde. Bei Ilves kam er in der Folge nicht über die Rolle eines Ergänzungsspieler hinaus und wurde daher während der Saison 2014/15 zunächst bei Lempäälän Kisa in der Mestis eingesetzt. Im Januar 2015 wurde er an TPS Turku abgegeben, wo der Angreifer die Spielzeit beendete. Zur Saison 2015/16 wechselte Ruuttu ins benachbarte Schweden. Dort schloss er sich für das Spieljahr dem Tingsryds AIF aus der zweitklassigen Allsvenskan an. Mit seinen Leistungen empfahl er sich jedoch für eine Rückkehr in seine finnische Heimat und einigte sich bereits im April 2016 auf einen Vertrag mit Kalevan Pallo. Mit dem Team wurde Ruuttu gleich im Frühjahr 2017 Vizemeister, nachdem die Finalserie gegen Tappara Tampere verloren gegangen war. In der Folge etablierte er sich in der Liiga und absolvierte in der Saison 2017/18 mit 29 Scorerpunkten seine beste Spielzeit im finnischen Eishockeyoberhaus. Zum Jahreswechsel 2018/19 feierte er mit dem Gewinn feierte mit dem Gewinn der 92. Austragung des prestigeträchtigen Spengler Cups den größten Erfolg seiner Laufbahn.
Im Sommer 2021 verließ Ruuttu den Klub nach insgesamt fünf Spielzeiten und wechselte zum Ligakonkurrenten Porin Ässät. Für Ässät lief er weitere zwei Jahre in der Liiga auf, ehe er im August 2023 von den Krefeld Pinguinen aus der DEL2 verpflichtet wurde, die damit den kurzfristigen Abgang von Marcel Müller kompensierten. Im Juli 2024 verließ der Finne die Rheinländer nach einer Saison bereits wieder und kehrte in sein Heimatland zurück. Dort schloss er sich im September desselben Jahres Mikkelin Jukurit an.

### International
Mit der finnischen U20-Nationalmannschaft nahm Ruuttu an der U20-Junioren-Weltmeisterschaft 2012 teil, bei der das Team den vierten Platz belegte. In sieben Turnierspielen erzielte der Flügelstürmer drei Tore.

## Erfolge und Auszeichnungen
- 2012 Finnischer U20-Junioren-Vizemeister mit Jokerit Helsinki
- 2017 Finnischer Vizemeister mit Kalevan Pallo
- 2018 Spengler-Cup-Gewinn mit Kalevan Pallo

## Karrierestatistik
Stand: Ende der Saison 2023/24

### International
Vertrat Finnland bei:
- U20-Junioren-Weltmeisterschaft 2012

(Legende zur Spielerstatistik: Sp oder GP = absolvierte Spiele; T oder G = erzielte Tore; V oder A = erzielte Assists; Pkt oder Pts = erzielte Scorerpunkte; SM oder PIM = erhaltene Strafminuten; +/− = Plus/Minus-Bilanz; PP = erzielte Überzahltore; SH = erzielte Unterzahltore; GW = erzielte Siegtore; 1 Play-downs/Relegation; Kursiv: Statistik nicht vollständig)